# Ero cachinnans
Ero cachinnans är en spindelart som beskrevs av Brignoli 1978. Ero cachinnans ingår i släktet Ero och familjen kaparspindlar.
Artens utbredningsområde är Bhutan. Inga underarter finns listade i Catalogue of Life.